# Шурикен
Шурикен (на японски: 手裏剣) е общото наименование на японски скрити оръжия, предназначени за хвърляне, но понякога и за близки атаки. Думата шурикен, състояща се от знаците „Шу“, „Ри“ и „Кен“, буквално се превежда като „острие, скрито в ръката“.

## Типове Шурикен
Има два основни типа шурикени, които са: бо шурикен (на японски: 棒手裏剣) – дълги, тънки цилиндрични пръчки с различни форми и дебелина, и шакен (на японски: 車剣) – направени от плоски метални дискове. Шикен се разделя на два подтипа, които са: хира (на японски: 平手裏剣) и сенбан.
Хира са многолъчеви пластини със звездообразна форма, а Сенбан са правоъгълни или квадратни. Има и трети тип шурикени, наречени тера, но те може да се класифицират като сенбан, защото са със същата форма, но по големи (до 20 см ширина).

## История
Хвърлянето на предмети с цел защита или нападение без съмнение е често срещана практика за хората в продължение на хиляди години. В Япония изкуството за хвърляне е пренесено от Китай и се нарича шурикен джуцу.
Най-древният писмен паметник на японската литература Коджики съдържа препратка към начина, по който принц Ямато хвърлял цилиндрични зеленчуци в очите на бял елен, за да го убие, но първите сведения за изграждане на методика и система на хвърляне се срещат по-късно.
За първия в Япония, който усъвършенствал и използвал техниката на хвърляне в битки, се смята Тадамаса, за когото се споменава в пасаж от Гунк Осака (военна информация за Осака). Пасажът гласи, че Тадамаса хвърлял своето уакизаши все едно било шурикен. Смята се, че по-късно той създал първият стил на шурикен джуцу – Танто Гато, получил името си от късия меч (танто.
Първата школа по шурикен-джуцу, Ганритсу Рю (1624 г.), била основана от Матсубаяси Хениусай (самурай, който служел при даймио Матсухиро).
Тази школа била предшественик на най-голямата школа Изу Рю, която създали самураи от Сендай – Мияги, в чест на Фуджита Катон, който бил ученик на Матсубаяси.
Говори се, че Катон бил най-добрият в използването на шурикени, някои от които носел в косата си (често срещана практика при Куноичи). Той можел да уцели четирите крака на движещ се кон, хвърляйки четири шурикена едновременно.
Днес в Япония има множество стилове и школи по Шурикен Джуцу, които се радват на голяма популярност.

## Шурикен и Нинджа
Без съмнение шурикенът придобива най-голяма известност като оръжие, използвано от нинджа. За разлика от самураите, за нинджа метателните оръжия били основен арсенал, може би защото възможността да убиеш врага от разстояние отговаряла напълно на техните интереси.
Някои от видовете шурикен, които носели, са:

Клиновидни, които криели в ръкавите си и в сайа (ножницата на Нинджато) и често мажели с отрова или парализиращи вещества.

Звездообразни, пирамидални и правоъгълни, които често при бягство забивали в земята, за да забавят противника.

Ножове за хвърляне, към които понякога завързвали дълго въже, като по този начин ги превръщали в друг вид оръжие.
Обикновено маскираните убийци носили в себе си 9 броя шурикени, защото смятали, че това число им носи късмет. Използваните от нинджа Шакен шурикени били украсени с различни орнаменти, най-често шинтоистки и будистки знаци или гербове на кланове на нинджа. Към големите тера шурикени често закрепвали димни или барутни фишеци, като ги използвали с цел да предизвикват паника при атака.